# Vlag van Provence-Alpes-Côte d'Azur

Vlag van Provence-Alpes-Côte d'Azur

De huidige vlag van Provence-Alpes-Côte d'Azur is in gebruik sinds januari 1999. De vlag bestaat uit drie delen. De vlag is een combinatie van de vlaggen van de verschillende (delen van) provincies die samen de regio vormen:
Het grootste deel van de vlag wordt gevormd door vijf gele (gouden) verticale banen, die van elkaar gescheiden worden door vier rode banen. Dit patroon heet de Senyera en was tot 1479 het symbool van het onafhankelijke rijk Aragón. De Senyera is afkomstig van de traditionele vlag van de historische Franse provincie Provence, het grootste deel van het grondgebied van de regio vormt. Tegenwoordig zijn de geel-rode banen te vinden in veel vlaggen in Oost-Spanje en Zuid-Frankrijk, zoals in de vlag van Catalonië, de vlag van Valencia, de vlag van de Balearen, de vlag van Aragón en ook in de vlag van Pyrénées-Orientales.
Aan de rechterkant van de vlag staan een dolfijn en een adelaar. De dolfijn is afkomstig van de traditionele vlag van de historische Franse provincie Dauphiné (departement Hautes-Alpes). De adelaar is afkomstig uit het wapen van het hertogdom Nice (gedeeltelijk departement Alpes-Maritimes).

Vlag van Provence
Vlag van Dauphiné
Vlag van het graafschap Nizza